# Inorganic Chemistry
Inorganic Chemistry（インオーガニックケミストリー、略称  Inorg. Chem.）は、1962年に創刊されたアメリカ化学会の発行する無機化学分野の学術誌。2012年の "ISI Journal citation report" によると、ISI無機化学カテゴリーに入っている44誌の中で最も論文が引用されている（79450件）雑誌である。2014年のインパクトファクターは4.762。
2010年現在の責任編集者はロチェスター大学のリチャード・アイゼンバーグ教授が務めている。